# Dalhousie Springs

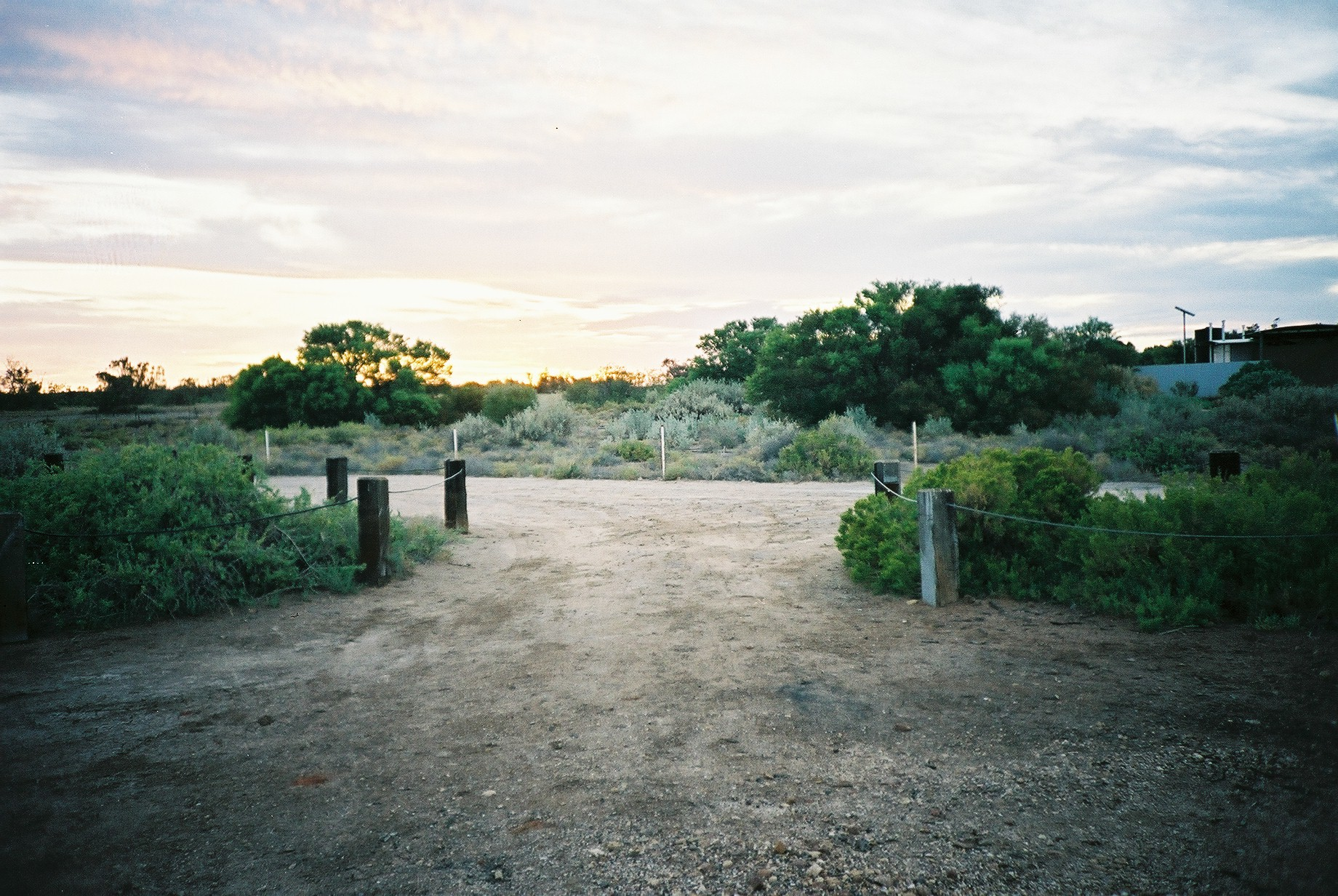
Das Gebiet der Dalhousie Springs

Dalhousie Springs, auch Witjiara-Dalhousie Springs genannt, ist ein Gebiet im Witjira-Nationalpark im Westen der Simpsonwüste, in dem sich 70 artesische Quellen befinden. Es liegt im nördlichen South Australia, 284 Kilometer von Oodnadatta und von Marla 540 Kilometer entfernt. 
Es ist das größte von den 13 großen Quellgebieten des Großen Artesischen Beckens Australiens. Bei diesem Becken handelt es sich um das größte Trinkwasserreservoir der Erde, das vor 250 bis 100 Millionen Jahren entstand und ein Viertel des australischen Kontinents umfasst. 
Das mit Mineralen angereicherte Wasser von Dalhousie Springs, das dort herausgepresst wird, hat eine Temperatur von 38 bis 43 °C; es ist trinkbar. Noch zu Beginn des 20. Jahrhunderts war das Wasservolumen größer, im Jahre 1989 gaben die Quellen 19.300 Megaliter Wasser im Jahr ab. Das Wasser im Großen Artesischen Becken bewegt sich sehr langsam, etwa fünf Meter je Jahr. Daher könnte das Wasser dieser Quellen etwa eine Million Jahre alt sein.
In den Wasserbecken um die Quellen schwimmen endemische Fische, wie ein Korallenwels (Neosilurus gloveri), ein Hartköpfchen (Craterocephalus dalhousiensis) und eine Wüstengrundel (Chlamydogobius gloveri). 
Das Quellgebiet ist seit 2009 in die Australian National Heritage List eingetragen.
Da sich in Dalhousie Springs ein Campingplatz mit Ranger und Schwimmgelegenheiten befinden, bildet dieser Ort auch den Ausgangspunkt zur Simpsonwüste nach Birdsville in Queensland.